# Watsonia aletroides
Watsonia aletroides är en irisväxtart som först beskrevs av Nicolaas Laurens Nicolaus Laurent Burman, och fick sitt nu gällande namn av Ker Gawl. Watsonia aletroides ingår i släktet Watsonia och familjen irisväxter. Inga underarter finns listade i Catalogue of Life.

## Bildgalleri

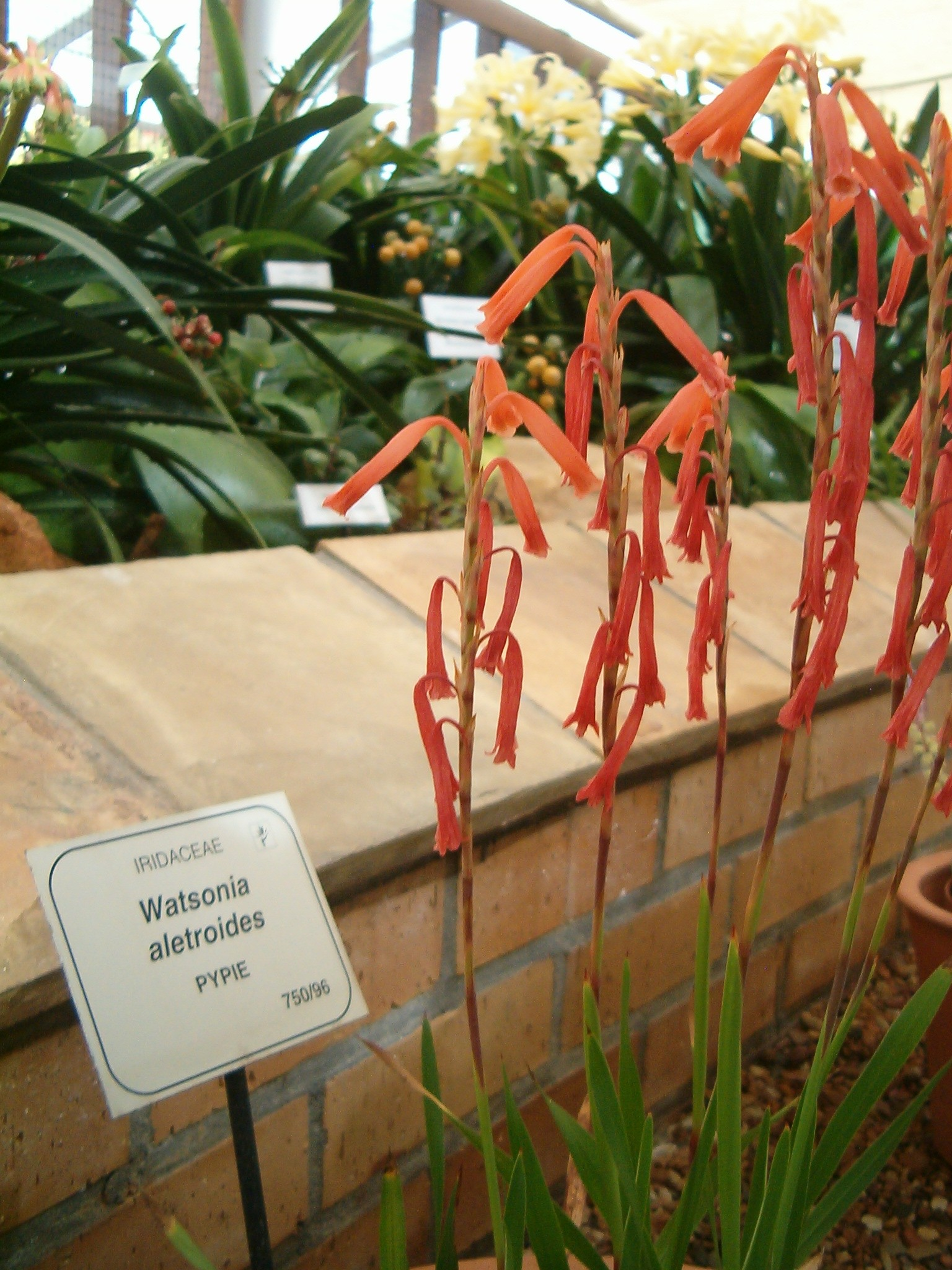
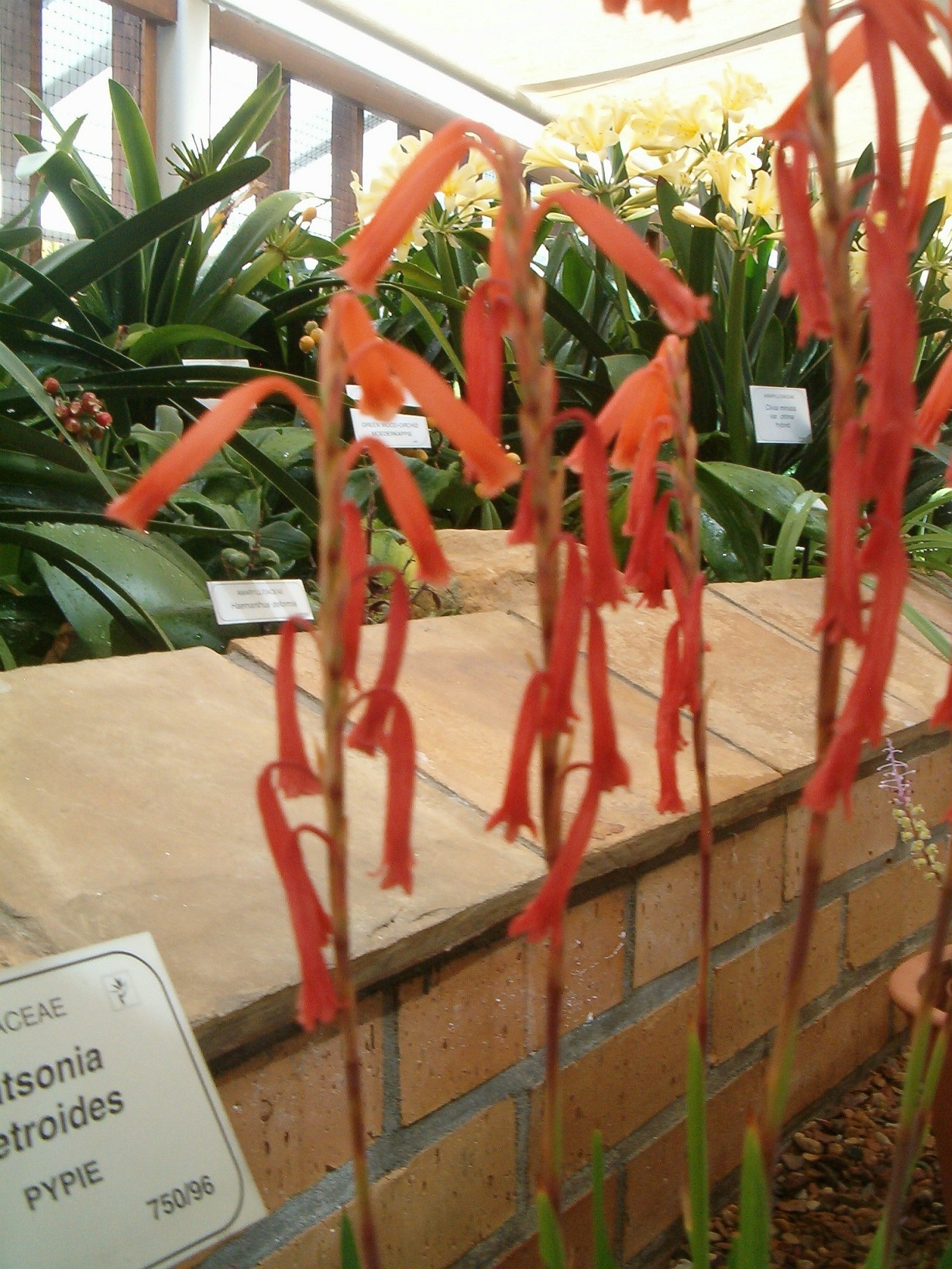